# 匈牙利農業博物館
匈牙利農業博物館（匈牙利語：Magyar Mezőgazdasági Múzeum）是位於匈牙利首都布達佩斯的一座博物館，地處城市公園之內。匈牙利農業博物館每年均吸引眾多遊客。

## 外部連結

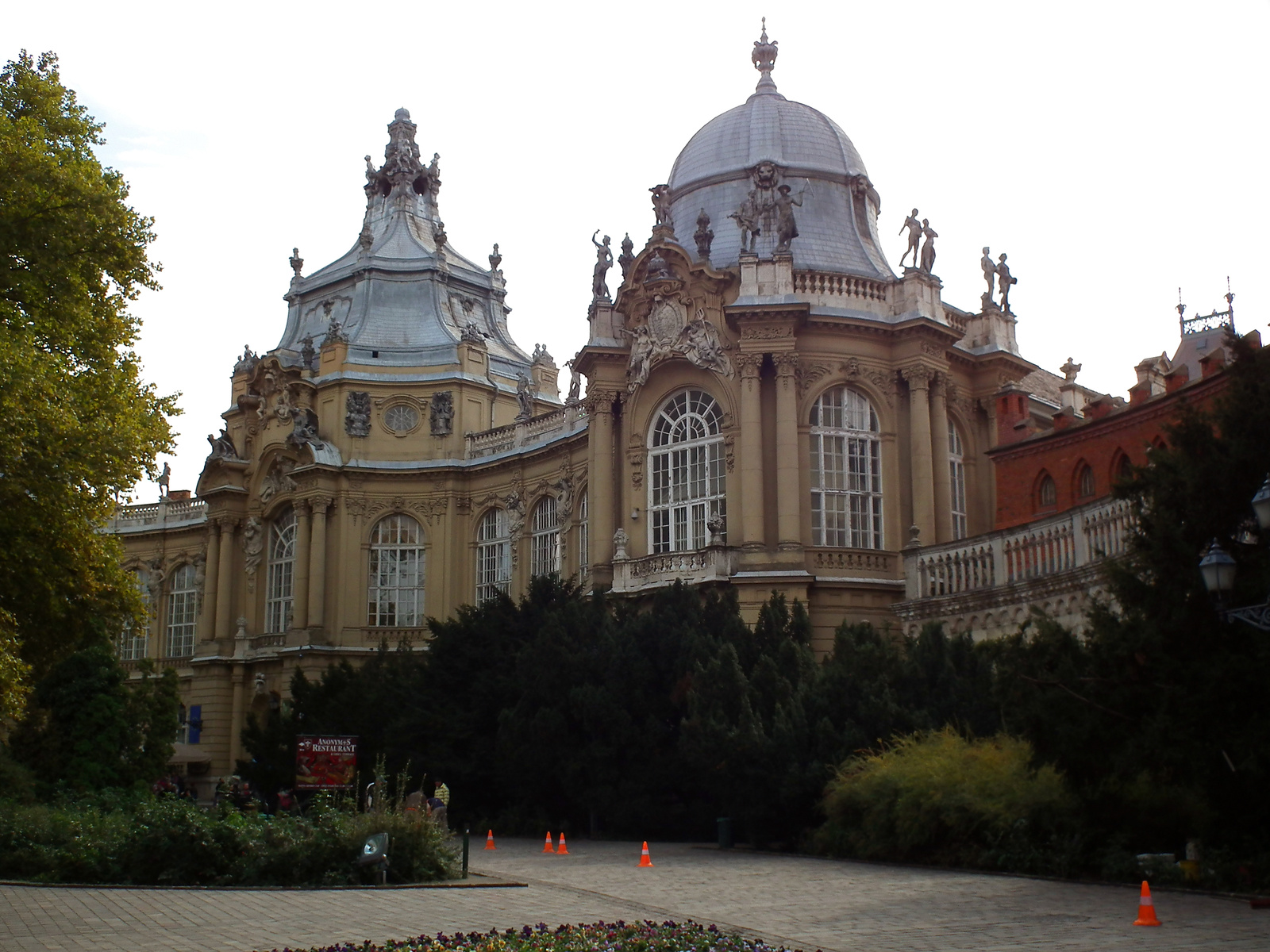

- Magyar Mezőgazdasági Múzeum （页面存档备份，存于）